# William Dallimore
William Dallimore (1871 -1959) fue un botánico inglés y especialista en Pinaceae, mundialmente reconocido.

## Biografía
Trabajó en investigaciones botánicas en los Reales Jardines Botánicos de Kew. Y fue diseñador y curador del "The National Pinetum Bedgebury [ISHS Acta Horticulturae 615: IV International Conifer Conference]. El antecedente del bosque de Bedgebury, en el condado de Kent, es que dicho bosque fue transferido en 1924 a la "Comisión Real de Silvicultura" y enajenada un área adosada para establecer la « National Conifer Collection » (Colección Nacional de Coníferas) en 1925.
El Pinetum en Goudhurst fue diseñado por Dallimore, que trabajó incansable incluso después de su retiro de Kew en 1936. Experto en coníferas, supervisó los progresos iniciales hasta 1945, planeando y supervisando el trabajo, sobre todo bajo grandes dificultades, en los años del rigor financiero, y su último periodo bajo condiciones del tiempo de guerra. Algunas autoridades han acreditado a Dallimore como un genio en el ajardinamiento, identificando su habilidad particular al usar las especies más espectaculares en posiciones prominentes, completando la exhibición con especies menos proporcionadas que eran esenciales en la creación de una colección equilibrada. Estando no sólo interesado en el potencial científico del Pinetum sino también en su valor como paisaje atractivo, diseñó el Pinetum para poder apreciar fácilmente la forma, el color y la textura de las coníferas maduras.

## Algunas publicaciones
- 1908. Dallimore, W. Holly Yew and Box: With Notes on Other Evergreens. Innumerables reediciones. La de 1978 de Ed. Theophrastus. 284 pp. ISBN 0-913728-12-8

- 1923. Dallimore, W; AB Jackson. A Handbook of Coniferae. Ed. Edward Arnold, Londres ( 4ª edición en 1966)

- 1927. Dallimore, W. The pruning of trees and shrubs: Being a description of the methods practised in the Royal Botanic Gardens, Kew. Ed. Dulau. 92 pp.

- 1948. Dallimore, W. A handbook of Coniferæ including Ginkgoaceæ. Ed. E. Arnold. 3ª ed. pp. xvi, 682, 39 fotos b/n, 120 dibujos

- La abreviatura «Dallim.» se emplea para indicar a William Dallimore como autoridad en la descripción y clasificación científica de los vegetales.[1]